# Phil Mickelson
Pour les articles homonymes, voir Mickelson.
Philip Alfred Mickelson, dit Phil Mickelson, né le 16 juin 1970 à San Diego, est un golfeur américain (gaucher).
Considéré comme l'un des meilleurs joueurs de sa génération, il doit attendre de longues années avant de remporter son premier tournoi du Grand Chelem, le Masters en 2004. Au total, il compte six victoires en grand chelem, avec le championnat de la PGA en 2005 et 2021 et deux autres éditions du Masters, en 2006 et 2010. Il remporte l'Open Britannique à Muirfield en 2013 grâce à 4 birdies sur les 6 derniers trous le dimanche. Il termine également deuxième de douze autres tournois majeurs, en 1999, 2002, 2004, 2006, 2009 et 2013 à l'US Open, en 2015 et 2023 au Masters, en 2011 et 2016 à l'Open britannique et en 2001 et 2014 au championnat de la PGA. Il compte quarante-cinq victoires sur le circuit PGA (8e total de l'histoire du golf). Il a atteint à plusieurs reprises le rang de no 2 mondial au classement OWGR (Official World Golf Ranking). Il dispute également à douze reprises la Ryder Cup avec l'équipe américaine, participant à toutes les éditions de 1995 à 2018, remportant trois victoires, en 1999, 2008 et 2016.

## Biographie

### Les débuts
Effectuant ses études à l'université d'État de l'Arizona, il connait une carrière amateur pleine de succès, remportant trois titres de champion NCAA, le seul autre joueur à avoir réalisé pareil exploit étant Ben Crenshaw. Il est également le second golfeur, après Jack Nicklaus, à remporter le titre NCAA et le  championnat américain amateur la même année. Depuis, seul Tiger Woods est parvenu à réaliser ce doublé. Surnommé "Lefty", il est le premier gaucher à remporter ce tournoi. Toutefois, il n'est pas un vrai gaucher : ceci est dû à son apprentissage avec son père, apprentissage au cours duquel il pratiquait ses exercices face à lui.
En 1991, il remporte son premier titre sur le circuit PGA bien qu'il soit toujours amateur, en s'imposant au Northern Telecom Open, au détriment de Tom Purtzer.

### Carrière professionnelle
Passé professionnel en 1992, il rejoint le circuit PGA cette même année.
Il doit attendre 1993 pour remporter sa première victoire en tant que professionnel, lors du Buick Invitational of California. Après une seconde victoire, il fait sa première apparition dans le Top 10 d'un majeur, en terminant à la sixième place de l'USPGA, le vainqueur étant Paul Azinger.
En 1994, il termine à la troisième place de l'USPGA, à sept coups de Nick Price.
En 1996, il termine une nouvelle fois sur le podium d'un tournoi du grand chelem avec une troisième place sur le parcours d'Augusta pour le Masters. Il est devancé par Nick Faldo, qui remporte sa troisième veste verte, et par Greg Norman. Il remporte durant cette saison quatre victoires sur le circuit américain.
Après une année 1997 ponctuée de deux victoires, mais sans présence dans le Top 10 d'un Majeur, il remporte deux nouvelles victoires en 1998 et termine à la dixième place lors de l'US Open.
En 1999, Payne Stewart le prive de sa première victoire en remportant l'US Open d'un coup. Durant cette saison, pour la première fois depuis 1993, Mickelson ne parvient pas à décrocher une victoire sur le PGA Tour.
Après quatre nouvelles victoires en 2000, il renoue avec un podium en majeur avec une troisième place lors du Masters de 2001, remporté par Tiger Woods en 16 coups sous le par, devançant David Duval de deux coups et Mickelson de trois.
Cette même saison 2001, il termine à la deuxième place de l'USPGA, derrière l'Américain David Toms qui remporte la victoire avec un point d'avance.
La saison 2002 débute par une troisième place lors du Masters. Tiger Woods remporte le titre en douze coups sous le par, Retief Goosen prenant la deuxième place à trois coups, un point devant Mickelson. Il enchaine ensuite par un troisième majeur consécutif terminé parmi les trois premiers: il termine à la seconde place de l'US Open, battu une nouvelle fois par Tiger Woods.
2003 voit Mickelson terminer pour la troisième année consécutive à la troisième place du Masters, derrière Mike Weir et L Mattiace.
Durant ces années, il est alors considéré comme le meilleur joueur du monde à n'avoir pas remporté de majeur. Il se libère de ce titre officieux en remportant sa première victoire en Grand Chelem, lors du Masters 2004. Lors de celui-ci, il entame le dernier tour à égalité avec Chris DiMarco, devançant également Ernie Els de trois coups. Mickelson doit assurer un birdie lors du dernier trou pour éviter de partir en playoff avec ce dernier. C'est seulement la quatrième fois dans l'histoire du tournoi qu'un birdie sur le dernier trou est décisif. Il devient le troisième gaucher à remporter un tournoi majeur, après le néo-zélandais Sir Bob Charles lors du British Open 1963 et le canadien Mike Weir lors du Masters 2003.
Il termine ensuite à la deuxième place de l'US Open à Shinnecock Hills, finissant à deux coups de Retief Goosen.  Puis il termine à la troisième place de  l'Open britannique, derrière Todd Hamilton et Ernie Els. Au PGA Championship, dernière levée du Grand Chelem de l'année, il termine par une nouvelle place dans le Top 10, en sixième position derrière le vainqueur Vijay Singh.
Il commence la saison 2005 par deux victoires consécutives, le FBR Open et le AT&T Pebble Beach National Pro-Am. Sa saison en Majeur commence par une dixième place au Masters, sa plus mauvaise performance depuis 1999. Ses résultats à l'US Open, 33e, puis à l'Open britannique, 60e sont moins bon. Lors de l'USPGA, tournoi qu'il mène depuis le premier tour, il termine par un birdie au dernier trou qui lui donne la victoire face à Steve Elkington et Thomas Bjørn.

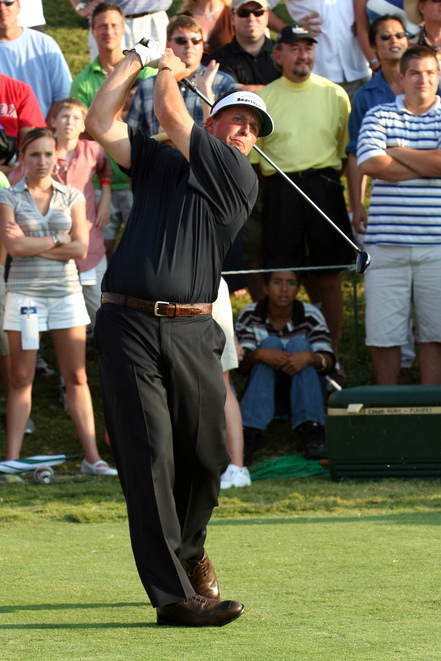
Mickelson lors du Players Championship 2007

Lors de l'année suivante, il débute par une nouvelle victoire au Masters. La victoire de deux majeurs successifs n'avait plus été réalisé depuis 2002 par Tiger Woods. Il termine avec un score de trois coups sous le par total, devançant de deux coups Tim Clark. Il enchaine ensuite par une deuxième place lors de l'US Open, devancé par Geoff Ogilvy. Alors qu'il possède un coup d'avance au départ du dernier trou, il prend des risques pour atteindre le green et tape un arbre. Cela le conduit à un double boguey qui donne la victoire à Ogilvy. Il admet ensuite s'être conduit "comme un idiot".
En 2007, pour la première fois depuis l'Open britannique de 1999, il ne parvient pas à franchir le « cut » lors de l'US Open. Lors du majeur suivant, il échoue de nouveau après les deux premiers tours. c'est également la première fois depuis 1997 qu'il ne parvient pas à terminer dans le Top 10 de l'un des majeurs.
L'année suivante, il retrouve deux fois le Top 10, lors du Masters avec une cinquième place, puis lors de l'USPGA avec la septième place.
En 2009, après une première victoire lors du Northern Trust Open, il remporte sa première victoire lors d'un des trois tournois du World Golf Championships. Il triomphe à Doral en Floride de son compatriote Nick Watney lors du WGC-Mexico Championship, non sans avoir été hospitalisé en urgence au soir du troisième tour, victime d'une insolation.
Le 11 avril 2010, Phil Mickelson remporte son quatrième titre majeur, en remportant pour la troisième fois de sa carrière le veston vert octroyé au vainqueur du Masters d'Augusta.
En 2013, quelques semaines après avoir manqué une nouvelle fois de peu un premier titre à l'US Open, où il termine une sixième fois deuxième à deux coups de Justin Rose, il enchaîne par deux succès en Écosse. Il gagne d'abord le Scottish Open puis son cinquième majeur la semaine suivante sur le parcours de Muirfield. À cinq coups du leader, Lee Westwood, à l'entame du quatrième jour, Phil Mickelson réalise un retour impressionnant pour s'imposer pour la première fois à l'Open britannique, le 21 juillet 2013, seul joueur sous le par, avec trois coups d'avance sur Henrik Stenson. Il redevient n°2 mondial à cette occasion.
Il ne remporte plus de succès au cours des saisons 2014, 2015, 2016 et 2017. Pour beaucoup d'observateurs, son heure est passée. Il termine malgré tout encore second de trois majors sur cette période. Au championnat de la PGA 2014 pour commencer où il ne cède que d'un coup, à 15 sous le par, devant Rory McIlroy dans la nuit tombante sur le parcours de Valhalla dans le Kentucky. En 2015, il termine second du Masters à quatre coups d'un intouchable Jordan Spieth. Enfin en 2016, il réalise un Open britannique quasi parfait. En tête dès le premier tour grâce à un score de 63, il ne cèdera qu'au terme d'un fantastique mano à mano avec Henrik Stenson le dimanche. Il termine finalement à 3 coups du suédois malgré une carte de 65. Le troisième, J.B Holmes, termine 11 coups derrière Phil Mickelson. Cela traduit assez bien la domination des deux hommes par rapport au reste du champ   de joueurs.
En 2018, il renoue avec la victoire au World Golf Championship de Mexico en battant Justin Thomas en playoff. Il gagne pour la cinquième fois l'AT&T Pebble Beach pro-am en 2019, avant de reculer inexorablement dans la hiérarchie en fin de saison et en 2020 où il peine à rester compétitif par rapport aux jeunes joueurs du circuit. En fin de saison 2020, il débute par deux succès en autant de tournois sur le Champions Tour du circuit PGA, laissant supposer qu'il s'apprête à basculer progressivement vers le circuit senior.
Son début de saison en 2021 sur le circuit principal est également assez décevant, son meilleur résultat étant une 21e place au Masters. Malgré quelques éclairs ici ou là, il peine à aligner quatre tours solides d'affilée. Le championnat de la PGA 2021 tenu sur l'Ocean Course de Kiawah Island, en Caroline du Sud, va arrêter l'horloge du déclin et même lui faire remonter le temps de quelques années. Placé dès le premier tour, il s'empare de la tête le deuxième jour grâce à un score de 69. Il se maintient en tête le troisième jour après le moving day et résiste au retour de Brooks Koepka. Il partage la dernière partie avec ce dernier le dimanche et s'impose finalement avec deux coups d'avance sur son partenaire du jour et Louis Oosthuizen. C'est le sixième titre en majeur pour l'américain, qui devient par le même coup le vainqueur le plus âgé d'un tournoi du Grand Chelem de golf.

### Ryder Cup
Membre sans interruption de l'équipe américaine de Ryder Cup, il ne présente toutefois pas un bilan au niveau duquel on pourrait s'attendre pour un joueur qui a occupé à de nombreuses reprises la deuxième place du Official World Golf Ranking.
le capitaine américain de la Ryder Cup 2004, Hal Sutton associe même les deux meilleurs joueurs du monde, Mickelson et Tiger Woods. Mais le résultat n'est pas celui attendu: pour leur première rencontre, ils perdent face à la paire européenne composée de Colin Montgomerie et Pádraig Harrington sur le score de 2 et 1 (deux coups d'avance et un trou à jouer) en « 4 balles meilleure balle », puis face à Darren Clarke et Lee Westwood sur le score de 1 up dans le « foursome » de l'après-midi.
Après l'édition de 2008, qui a vu les États-Unis renouer avec la victoire après trois éditions remportées par l'Europe, il présente un bilan de 10 victoires, 14 défaites et 6 parties partagées en 30 rencontres. Ce bilan se dégrade encore après la Ryder Cup 2010: il dispute quatre rencontres, pour un bilan d'une victoire - lors du simple l'opposant à Peter Hanson - mais trois défaites lors des rencontres de double. Lors de celles-ci, il est d'abord associé à Dustin Johnson - défaite trois et deux face à Lee Westwood et Martin Kaymer puis sur le même score face à Pádraig Harrington et Ross Fisher. Lors de sa dernière partie de double, il est associé à Rickie Fowler pour une défaite deux et un face Ian Poulter et Martin Kaymer. L'Europe prend sa revanche en l'emportant par 14 ½ à 13 ½.
Pour la 39e Ryder Cup 2012 qui a eu lieu sur le parcours du Medinah Country Club de Chicago, dans le ‘Foursome’ du vendredi matin, Phil Mickelson est associé à Keegan Bradley face à la paire Luke Donald / Sergio García, où les américains l’emportent 4&3.
Pour le ‘Fourball’ du vendredi après-midi, la même paire américaine gagne 2&1 contre la paire européenne Rory McIlroy / Graeme McDowell. Toujours associé à Keegan Bradley pour le ‘Foursome’ du samedi matin, les deux compères battent largement 7&6 sur le duo Lee Westwood / Luke Donald.
Phil est laissé au repos pour le samedi après-midi. Avant les duels, il apporte donc trois points au team US. Dans les simples du dimanche, le capitaine Davis Love III programme Lefty dans la quatrième rencontre face à l’anglais Justin Rose, mais la défaite 1up sera au rendez-vous et donnera un nouveau point pour l’Europe. Son total 2012 sera donc : 4 matches, 3 victoires, 1 défaite.
La Ryder Cup 2014, quarantième édition de la Ryder Cup, a lieu du 26 au 28 septembre 2014 au Gleneagles Hotel de Pertshire en Écosse sous le capitanat de Tom Watson pour l'équipe américaine. Membre de l'équipe pour la 10e fois consécutive, Phil Mickelson démarre par une nouvelle victoire le vendredi en Fourballs associé à Keegan Bradley, en battant la paire Rory McIlroy / Sergio Garcia 1up. Ils connaissent toutefois leur première défaite l'après-midi en Foursome contre la paire Victor Dubuisson / Graeme McDowell. Cette défaite incite Tom Watson à laisser Phil Mickelson et son partenaire sur le banc lors de la journée du samedi qui se solde finalement par un 5 points à trois au bénéfice des européens. Cette décision du capitaine Watson n'a pas été concertée et a fait émerger quelques tensions contenues au sein de l'équipe américaine. Le dimanche en simple, Phil Mickelson domine en simple l'écossais Stephen Gallagher. L'équipe américaine connait finalement l'une de ses plus larges défaites, 16,5 pts à 11,5 pts. La conférence de presse finale rassemblant tous les joueurs autour de leur Capitaine constitue un moment très particulier. Phil Mickelson profite d'une réponse pour égratigner indirectement son capitaine, mettant notamment en cause le manque de concertation qui aurait nuit selon lui à la performance de l'équipe américaine dans son ensemble par comparaison à la méthode efficace déployée par Paul Azinger en 2008. Ambiance. Les deux hommes se rabibocheront dans les mois qui suivront.
En 2016, la Ryder Cup a lieu du 30 septembre au 2 octobre au Hazeltine National Golf Club de Chaska, dans le Minnesota. Davis Love III assure le Capitanat de l'équipe américaine. Il s'agit de la 11e participation consécutive de Phil Mickelson, un record alors partagé avec Nick Faldo. Mickelson est cette fois associé à Rickie Fowler. Ils remportent leur premier match face au duo McIlroy / Sullivan mais perdent le second face à la paire McIlroy / Pieters le samedi matin. L'après-midi, Phil Mickelson gagne son Fourballs associé à Matt Kuchar contre le duo Kaymer / Garcia. Le dimanche, il partage les points dans son simple contre Sergio Garcia dans un face à face de très haut niveau qui verra les deux hommes réaliser 19 birdies (10 pour Mickelson) en 18 trous. Au total, Mickelson ramène donc 2,5 points sur 3,5 possibles à l'équipe américaine. Il contribue activement au succès de cette dernière 17 à 11.

## Anecdote
Mickelson est un faux gaucher. Il est en fait droitier dans tout, sauf le golf. Cela lui viendrait de l'habitude qu'il a prise très jeune en se plaçant face à son père, un droitier, pour apprendre à jouer.
Mickelson est surnommé par certains de ses pairs MIGJAM, abréviation de "Man I'm God, Just Ask Me" ("Hé mec, je suis Dieu, demande moi ce que tu veux"). Cela viendrait du fait qu'il adore s'intéresser aux choses, notamment compliquées comme la physique quantique. Il passe amicalement pour un monsieur "je sais tout".

## Vie privée
Sa mère, Mary, remporte les Jeux Olympiques seniors réservés aux plus de 50 ans en 2002 dans l'épreuve de Basket-ball à trois contre trois.